# Universidad de Texas A&M

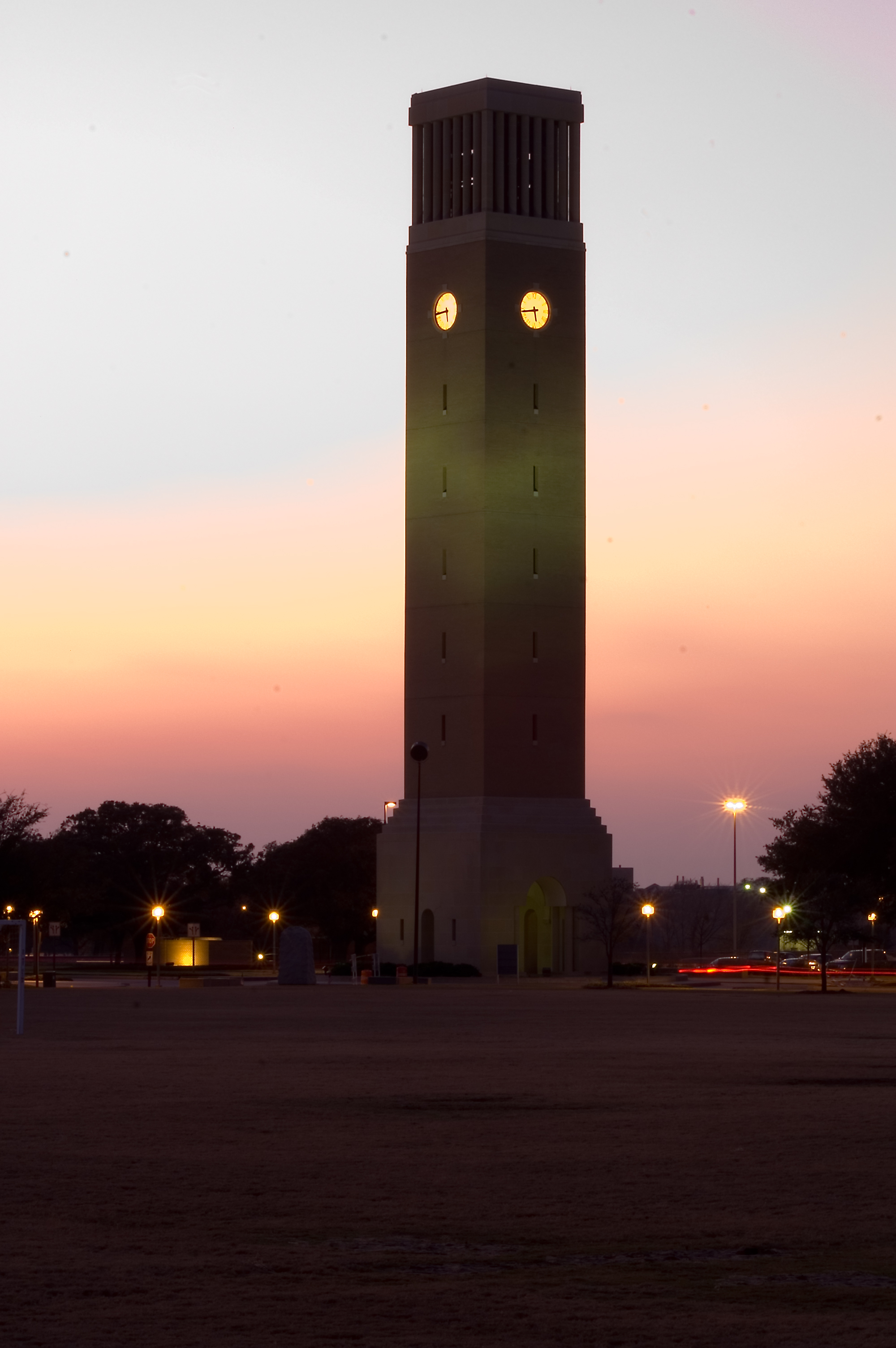
El campanario en la ciudad universitaria.

La Universidad de Texas A&M (en inglés: Texas A&M University, abreviado como A&M o TAMU) es una universidad pública estadounidense ubicada en College Station, estado de Texas. Es la sexta universidad más grande del país por cantidad de alumnos. Se encuentra entre las 20 instituciones educativas de Estados Unidos que más invierte en el campo de la investigación. Es reconocida por realizar contribuciones en el campo de la ingeniería petrolera y en la clonación animal.
La Univeridad de Texas A&M es la entidad principal que conforma el sistema universitario del mismo nombre (Texas A&M University System. Es considerado el primer organismo público de educación superior en Texas. Comenzó sus operaciones el 4 de octubre de 1876 bajo el nombre de Colegio de Agricultura y Mecánica de Texas. Originalmente se enfocaba en la educación de la población masculina eurodescendiente en el sector agrícola y en la rama militar. Durante el gobierno del entonces presidente James Earl Rudder, en la década de 1960, la Universidad A&M prohibió la segregación racial en sus instalaciones, aceptó el ingreso de mujeres como estudiantes y redujo el requisito de participación en el Cuerpo de Cadetes. El Parlamento de Texas, con el fin de reflejar las funciones expandidas de la universidad y su mayor número de ofertas académicas, decidió cambiarle el nombre a su denominación actual en 1963. Las siglas A&M, de «Agricultura y Mecánica», se conservan únicamente por temas históricos. Sus estudiantes, exalumnos y equipos deportivos se les conocen como Aggies.
Su campus principal es uno de los más grandes en Estados Unidos y mide 2226 hectáreas (5500 acres). Dentro de sus instalaciones, se encuentra la Biblioteca Presidencial George Bush. Cerca del 20 % del alumnado de la institución vive dentro del campus. Además, posee un campus en la ciudad de Galveston (Texas A&M University at Galveston) y en el país de Catar en el Medio Oriente (Texas A&M at Qatar).

## Investigaciones científicas
Con un récord de 689 millones de dólares invertidos en investigación, de Texas A&M se clasifica en el nivel superior de las universidades a nivel nacional en los gastos de investigación. Nuestra facultad es reconocida a nivel mundial para el desarrollo de resolución de problemas avances en la investigación y escritura de los libros de texto que enseñan a la próxima generación de expertos.
Texas A&M University, en 2006, fue el primero en declarar explícitamente en su política de que la comercialización de tecnología es un criterio que podría ser utilizado para la tenencia de profesores. La aprobación de esta política ayuda a dar la facultad más libertad académica y fortalecer las alianzas de la universidad con la industria. Texas A&M trabaja con agencias estatales y de la universidad en diversos proyectos de investigación locales e internacionales para forjar las innovaciones en ciencia y tecnología que pueden tener aplicaciones comerciales. Este trabajo se concentra en dos lugares-primaria de Investigación del Valle y el Parque de Investigación. Investigación del Valle, una alianza de organizaciones educativas y de negocios, consta de 11.400 hectáreas, con 2.500.000 metros cuadrados de espacio dedicado a la investigación. Un adicional de 350 hectáreas, con 500,000 pies cuadrados de espacio para la investigación, se encuentra en el Parque de Investigación. Entre las entidades de investigación de la escuela son el Instituto de Texas de Medicina Genómica, el Instituto de Transporte de Texas, el Instituto Ciclotrón, del Instituto de Biociencias y Tecnología, y el Instituto de Genómica Vegetal y Biotecnología.
Encabezados por la Facultad de Medicina Veterinaria, Texas A&M científicos crearon el primer animal clonado doméstico, un gato que se llama 'cc', el 22 de diciembre de 2001. Texas A&M también fue la primera institución académica de clonar cada uno de seis especies diferentes: vacas, una cabra Boer, cerdos, un gato, un ciervo y un caballo.
En 2004, Texas A&M se unió a un consorcio de universidades para construir el Telescopio Gigante Magallanes en Chile. Se estima que es el mayor telescopio óptico jamás construido, el centro contará con siete espejos, cada uno con un diámetro de 8,4 metros. Esto le dará al telescopio el equivalente de unos 24,5 metros de espejo primario y será diez veces más potente que el Telescopio Espacial Hubble. La construcción está programado para ser completado en el año 2016.
Como parte de una colaboración con los EE. UU. Departamento de Nacional de Energía Nuclear Security Administration, Universidad de Texas A&M terminó la primera conversión de un reactor de investigación nuclear de uso de combustible de uranio altamente enriquecido (70%) a la utilización de uranio de bajo enriquecimiento (20%). El proyecto de dieciocho meses finalizado el 13 de octubre de 2006, después de la primera recarga de combustible del reactor, cumpliendo así con una parte de la Iniciativa Global Nuclear EE. UU. El presidente George W. Bush de Reducción de la Amenaza.

## Academia

### Cuerpo estudiantil

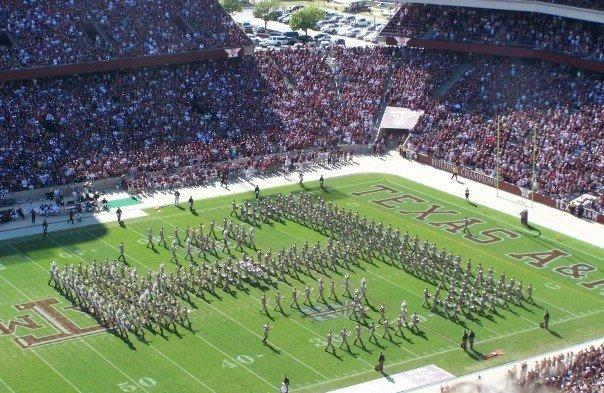
Banda de Texas A&M

En el semestre de otoño 2008, Texas A&M fue la séptima universidad más grande de América con una matrícula de 48,039 estudiantes que cursan grados en 10 colegios académicos. El cuerpo estudiantil representa a todos los 50 estados de EE. UU. y 130 países. Los residentes de Texas representan el 86% de la población estudiantil, y el 28,9% son de origen ya sea internacional o miembros de grupos étnicos minoritarios. El cuerpo estudiantil se compone de las mujeres 46,8% y 53,2% hombres.
La universidad, consistentemente se clasifica entre los diez mejores universidades públicas de cada año en la matrícula de los eruditos nacionales del mérito. De acuerdo con el College Board, el otoño de 2008 clase entrante de primer año consistió en estudiantes de 54% en el 10% de sus compañeros de instituto, el 86% en el cuarto más alto, y el 99% en la mitad superior. por ciento Setenta y cuatro de estos estudiantes tomó el SAT. El 50% de los estudiantes de primer año tenían puntuaciones medias de la siguiente manera: en la lectura crítica, 520-630, matemáticas, 560-670, 500-610 y por escrito. Veintiséis por ciento de los estudiantes de primer año tomaron el examen ACT, con la puntuación media del 50% entre un 23 y 29.

### Clasificación
En la edición de 2011 de U.S. News and World Report clasificó Texas A&M número 19 entre las universidades públicas. Entre las "universidades nacionales" la escuela es 58. De acuerdo con los criterios de Washington Monthly, que considera la investigación, servicios comunitarios, y la movilidad social, de Texas A&M ocupa el quinto lugar a nivel nacional. La Fundación John Templeton lista a Texas A&M como uno de los treinta y cinco programas universitarios estadounidenses que "se comunican los valores de honestidad, confianza, respeto, responsabilidad, integridad, y equidad en el aula ". El Kiplinger's Personal Finance  2011 alineó a la escuela como el 23 mejor relación calidad-precio universidad pública sobre la base de la matrícula estatal, y la 35 ª mejor relación calidad-precio universidad pública sobre la base de fuera de la matrícula estatal. Después de realizar un estudio de los reclutadores de empleo principales, el Wall Street Journal clasificó a Texas A & M 2 ª a nivel nacional, como "más probable que ayudar a los estudiantes conseguir un empleo en las carreras clave y profesiones". En el año 2009 la National Science Foundation ha reconocido Texas A&M como una de las principales instituciones de investigación.

### Fuera de Estados Unidos
Texas A&M ha participado en más de 500 proyectos de investigación en más de 80 países y lleva el suroeste de Estados Unidos en los gastos anuales de investigación. La universidad lleva a cabo investigaciones en todos los continentes y cuenta con la investigación formal y los acuerdos de intercambio con 100 instituciones en 40 países. Texas A & M filas 13 entre las universidades de investigación de Estados Unidos en acuerdos de intercambio con instituciones extranjeras y la participación estudiantil en los programas de estudios en el extranjero, y tiene fuertes colaboraciones de investigación con la Fundación Nacional de Ciencias Naturales de China y de muchas de las universidades líderes en China.
El Centro Texas A&M de Estudios de Negocios Internacionales es uno de los 28 con el apoyo del Departamento de Educación de EE. UU. La universidad es también una de las dos universidades de Estados Unidos, en colaboración con el CONAHCYT, (equivalente en México de la National Science Foundation), para apoyar la investigación en áreas como la biotecnología, las telecomunicaciones, la energía y el desarrollo urbano. Además, la universidad es la casa de "Las Américas Digital Research Network", una arquitectura de red en línea de 26 universidades en 12 países, principalmente en América Central y del Sur.

## Financiamiento
Desde 2011, Texas A&M University tiene un financiamiento de más de $5 mil millones. Aparte de los ingresos provenientes de subsidios de matrícula y la investigación, la universidad, como parte de la Texas A&M University System (TAMUS), es financiado parcialmente a partir de dos dotaciones. La dotación más pequeña, un total de $ 1170 millones en activos, está dirigido por el sector privado de Texas A&M Foundation. A mayor cantidad se distribuye de la Universidad de Texas Permanente del Fondo (PUF). TAMUS posee una participación minoritaria (un tercio) en este fondo, los dos tercios restantes pertenecen a la Universidad del sistema de Texas. A partir de 2006, que termina el PUF valor del activo neto se situó en $10,3 mil millones, $400,7 millones se distribuyó entre los dos sistemas universitarios en el año fiscal 2007. En conjunto, la dotación total para el TAMUS se sitúa en $7.0 mil millones, a partir de 2011.

## Deportes
Los "Aggies" juegan muchos deportes, sobresaliendo en fútbol americano.